# Chrozophora mujunkumi
Chrozophora mujunkumi är en törelväxtart som beskrevs av Nasimova. Chrozophora mujunkumi ingår i släktet Chrozophora och familjen törelväxter. Inga underarter finns listade i Catalogue of Life.